# Anta da Aboboreira

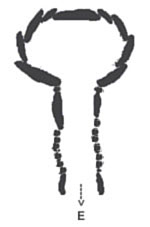
Planta da Anta da Aboboreira

A Anta da Aboboreira, Anta de Chã de Parada, Casa da Moura de São João de Ovil, Casa dos Mouros, Cova do Ladrão, Dólmen da Fonte do Mel ou simplesmente Dólmen de Chã de Parada é o grande dólmen de corredor de Chã de Parada, o mais conhecido da Serra da Aboboreira. Do período Neo-Calcolítico, é considerado um monumento nacional desde 1910.
Trata-se da câmara dolménica da mamoa 1 de Chã de Parada, na freguesia de Ovil, Baião, que se pensa ter sido construída perto do início 3º milénio a.C, ou seja, há uns 5000 anos. É um dos cerca de quarenta monumentos já identificados na necrópole megalítica da Serra da Aboboreira.
Trata-se de um dólmen de corredor (virado a nascente e com cerca de 4,5 metros de comprimento) com 9 esteios de granito e uma laje de cobertura. Existiam dantes restos de pintura a vermelho no esteio da cabeceira, actualmente invisíveis à vista desarmada. Em três das suas lajes encontram-se insculturas (motivos artísticos gravados) radiantes ou estiliformes, algumas das quais só podem ser vistas claramente por decalque. Na parte central superior da laje de cabeceira do dólmen, encontram-se quatro representações de um motivo em forma de jarra (em falso relevo no motivo superior e incisa nos restantes) que também ocorre em monumentos megalíticos da Galiza (Dombate, Casa dos Mouros e Espiñaredo) - chamado «a coisa»  - de que se ignora o significado (Cassen e Lastres  pensam que poderá ser uma representação de um cachalote).

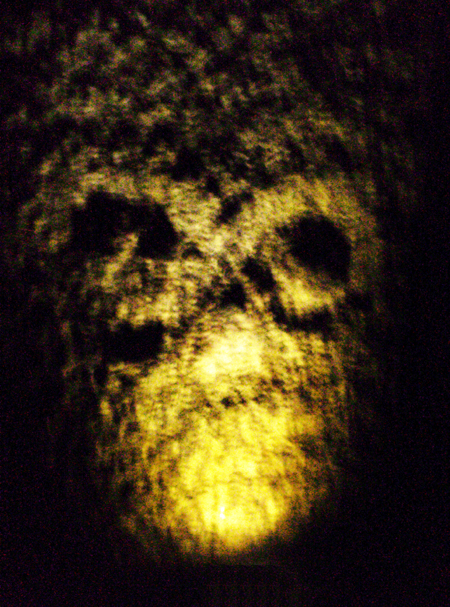
Os dois círculos e covinha quando iluminados por baixo fazem surgir uma máscara

No segundo esteio do lado direito há uma figura radiada, e no terceiro há dois círculos, lado a lado, e uma pequena covinha entre a base dos dois e mais acima, à esquerda, uma figura que lembra vagamente um 8.
O dólmen estava outrora coberto por uma colina artificial, a mamoa, que ainda se percebe e que teria por função escondê-lo, protegendo-o, e, por outro lado, poderá ter fornecido um plano inclinado para o transporte da grande tampa da câmara até à sua posição definitiva.
A mamoa, que está parcialmente destruída, tem um formato ovóide (com um eixo maior de cerca de 24m, no sentido W-E, e um eixo menor de cerca de 20m, no sentido N-S).
A Anta da Aboboreira esteve durante anos (e até Julho de 2006) parcialmente coberta por terra para proteger o monumento. Nessa altura, foram feitos trabalhos de preservação e restauro do monumento e limpeza da vegetação e líquenes que cobriam o monumento e a sua área envolvente, tendo-se procedido à aplicação de herbicida. Foi também introduzido um geo-dreno, colocada uma manta geotextil na base do interior da câmara, corredor e zona frontal do dólmen e construído um sistema interno de contrafortagem dos esteios e um anel de contenção.

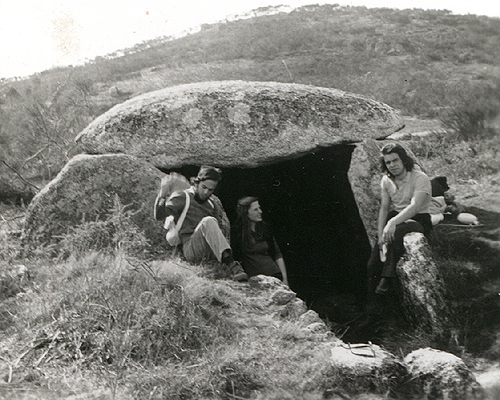
Anta da Aboboreira, 1973
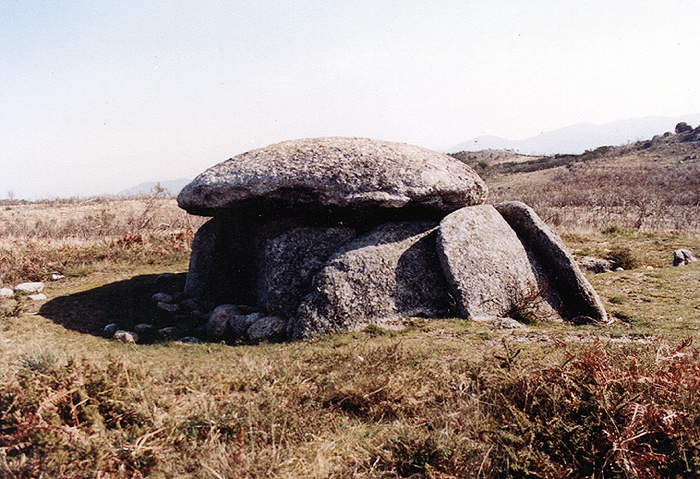
Anta da Aboboreira, 1982
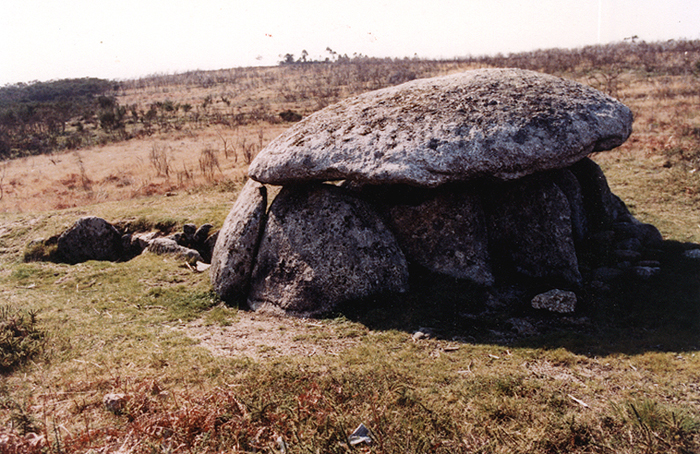
Anta da Aboboreira, 1982
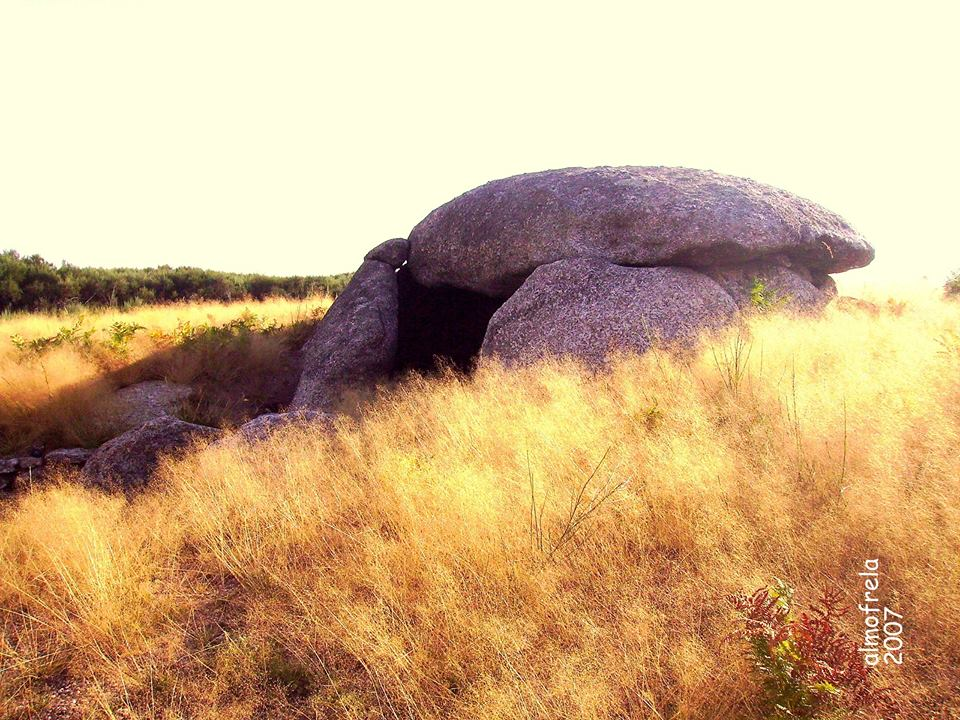
Agosto 2007